# Білопіль (Кропивницький район)
Білопі́ль — село в Україні, у Новгородківській селищній громаді Кропивницького районуКіровоградської області. Населення становить 176 осіб.

## Населення
Згідно з переписом УРСР 1989 року чисельність наявного населення села становила 169 осіб, з яких 83 чоловіки та 86 жінок.
За переписом населення України 2001 року в селі мешкало 175 осіб.

### Мова
Розподіл населення за рідною мовою за даними перепису 2001 року:
| Мова       | Відсоток |
| ---------- | -------- |
| українська | 97,73 %  |
| російська  | 2,27 %   |